# Ортигије
Ортигије (у множини) су биле нимфе (грч. Νυμφαι Ορτυγιαι), као и имена два јунака (у једнини) у грчкој митологији.

## Нимфе
Нимфе Ортигије су биле најаде са острва Ортигија, односно са извора на Сиракузи, на Сицилији. Диодор је писао да када је Артемиди припала Сиракуза, тамошње нимфе су желеле да јој угоде, па су учиниле да покуља вода из фонтане, која је и добила назив по нимфи Аретузи. У тој фонтани су се налазиле велике рибе у великом броју, али су се оне задржале и до Диодорових дана. Становници су ове рибе сматрали светим и мушкарци нису смели да их додирну. Према неким изворима, ове нимфе су можда биле кћерке локалног речног бога Анапа, а осим Аретузе, наводи се и нимфа Кијана. Ортигија (једнина) је такође име личности из грчке митологије.

## Јунаци
- У делу „Метаморфозе“ Антонина Либерала, Ортигије је био син Клинида и Харпе. Клинид је желео да укаже част Аполону и жртвује му магарца, али је бог био против тога да се та животиња жртвује. Његови синови Ликије и Харпас су, свеједно, наумили да то ипак учине, али им се Ортигије супротставио.[3] Аполон је учинио да се животиња разбесни и да почне да прождире целу породицу, али су се Лето и Артемида сажалиле и претвориле Ортигија у птицу.[4]
- У Вергилијевој „Енејиди“, био је Турнов савезник у Италији против Енеје. Убио га је Кенеј.[4]